# Listă de filme din anii 1950
Aceasta este o listă de liste de filme după gen din anii 1950:
- Listă de filme de animație din anii 1950
- Listă de filme de aventură din anii 1950
- Listă de filme de comedie din anii 1950
- Listă de filme pentru copii din anii 1950
- Listă de filme dramatice din anii 1950
- Listă de filme de groază din anii 1950
- Listă de filme istorice din anii 1950
- Listă de filme muzicale din anii 1950
- Listă de filme noir din anii 1950
- Listă de filme polițiste din anii 1950
- Listă de filme în genul mister din anii 1950
- Listă de filme științifico-fantastice din anii 1950
- Listă de filme thriller din anii 1950
- Listă de filme western din anii 1950